# ELinks
ELinks je svobodný multiplatformní webový prohlížeč pro textovou konzoli distribuovaný pod GNU General Public License. Zobrazuje rámce (frame) i tabulky a je rozšířitelný pomocí Perlu, Lua nebo Guile skriptů.
Poprvé se objevil v roce 2001 odštěpením z prohlížeče Links rukou Petra Baudiše. V roce 2004 převzal jeho správu dánský vývojář Jonas Fonseca.

## Vlastnosti
- HTTP a proxy autentizace
- Perzistentní HTTP cookies
- Podpora skriptů v Perlu, Lua a GNU Guile
- Záložky (tabs)
- HTML tabulky a rámce (frames)
- Stahování na pozadí včetně správce stahovaných souborů
- Částečná podpora kaskádových stylů (CSS)
- Částečná podpora ECMAScriptu
- Úprava textových polí externím editorem
- Ovládání myší
- Zobrazování barevného textu
- Podporované protokoly:
  - lokální soubory, finger, http, https, ftp, fsp, ipv4, ipv6
  - experimentálně: bittorrent, gopher, nntp